# Памятник Неизвестному солдату (Тирана)
Памятник Неизвестному солдату (Тирана) (алб. Ushtari i panjohur) — памятник, увековечивающий память албанских солдат погибших во время Второй Мировой войны в борьбе с фашизмом. Монумент находится в центре албанской столицы Тираны.

## История
Памятник был возведён в 1967 году на месте мечети Сулеймана-паши и его гробницы получивших сильные повреждения в ноябре 1944 года.

## Описание
Скульптура изображает солдата с поднятым кулаком и винтовкой, бегущего изо всех сил вперед.